# Новый Уоян
Но́вый Уоя́н (эвенк. Омакта Уоян) — посёлок городского типа в Северо-Байкальском районе Бурятии. Образует городское поселение «Посёлок Новый Уоян».
В посёлке — железнодорожная станция Новый Уоян ВСЖД на Байкало-Амурской магистрали.

## География
Расположен в 158 км к северо-востоку от районного центра, посёлка Нижнеангарска, на Байкало-Амурской железнодорожной магистрали и автодороге Северобайкальск — Таксимо, в центре Верхнеангарской долины, в 4-5 км к востоку от поймы реки Верхней Ангары.

## История
Рабочий посёлок образован 16 августа 1976 года.

## Население
| 2010  | 2011  | 2012  | 2013  | 2014  | 2015  | 2016  |
| ----- | ----- | ----- | ----- | ----- | ----- | ----- |
| 3275  | ↗3939 | ↘3835 | ↘3739 | ↘3655 | ↘3584 | ↘3513 |
| 2017  | 2018  | 2019  | 2020  | 2021  | 2023  | 2024  |
| ↘3351 | ↘3203 | ↘3080 | ↘3025 | ↘2908 | ↘2774 | ↘2660 |
| 2025  |       |       |       |       |       |       |
| ↘2600 |       |       |       |       |       |       |

## Инфраструктура
МБОУ «СОШ № 36» п. Новый Уоян; МБОУ «Вечерняя (сменная) общеобразовательная школа», Детский сад «Лесная поляна», Школа искусств, КДЦ «Туяна», Спортивный зал, ГБУЗ Нижнеангарская ЦРБ «Участковая больница Новый Уоян», почтовое отделение «Почты России». Администрация МО ГП п. Новый Уоян, предприятия ОАО «РЖД», ООО «Регистр-Уоян», Лесхоз, Читаэнергосбыт,
Действуют 4 территориально-общественных самоуправления (ТОС),

## Экономика
Предприятия железнодорожного транспорта, лесозаготовки.

## Спорт
В 2010 году организована хоккейная команда «Спутник». Команда посёлка по волейболу — чемпион Северобайкальского района.

## Достопримечательности

### Церковь Сергия Радонежского
Церковь Сергия Радонежского — православный храм, относится к Северобайкальской епархии Бурятской митрополии Русской православной церкви.